# Italiani in Slovacchia
Gli italiani in Slovacchia rappresentano una piccola minoranza. Al censimento degli abitanti, delle case e degli appartamenti effettuato nell'anno 2011 risultano 687 gli abitanti con cittadinanza italiana residenti in Slovacchia (65 di loro sono nati in Slovacchia, che non rappresenta nemmeno il 10% della popolazione considerata). La nazionalità italiana non è stata rilevata nel censimento del 2011 e i membri con nazionalità italiana sono inclusi nella nazionalità "altro" – che nel 2011 è stata segnalata da 9825 abitanti. Tuttavia, durante il censimento, 551 abitanti della Slovacchia hanno dichiarato l'Italiano come lingua materna, da 2033 abitanti l'italiano è usato più spesso in pubblico (al lavoro, a scuola) e 1436 i residenti parlano italiano nelle loro case.

## Storia
Nell'ultimo periodo del Medioevo ungherese, gli Italiani iniziarono a svolgere un ruolo più importante tra gli Romance abitanti del paese. Tuttavia, a differenza delle colonie colonizzate dai Valloni (l'area intorno a Jáger, Tokaj e Sriem), Italiani è apparso in Ungheria piuttosto individualmente e sporadicamente. Molti vennero in Ungheria in compagnia e al servizio dei nuovi monarchi provenienti dall'ambiente italiano (Andrea III di Venezia, Carlo Roberto di Napoli) o come costruttori, educatori, artisti, commercianti e imprenditori finanziari della classe media. L'insediamento più significativo di italiani in Ungheria nel XIV secolo è legato all'attività delle istituzioni finanziarie ed economiche centrali (camere minerarie, del sale e della zecca), alla creazione di contee che gestiscono la riscossione delle imposte fondiarie e doganali doveri, in cui gli Italiani.
La presenza dell'elemento romanico a Košice può essere collegata all'esistenza della camera mineraria e della zecca. Numerosi documenti sul cosiddetto "Galikovci" contiene il più antico libro cittadino di Košice della fine del XIV e XV secolo. Secondo la natura dei nomi personali di questi cosiddetti "Galikovci" menzionati nel libro, è ovvio che gli italiani predominavano tra la popolazione rom a Košice.  La loro importanza è provata anche dal fatto che facevano parte anche dei membri del magistrato di Košice (nel 1406). A Košice avevano un autogoverno indipendente, che esercitavano in un quartiere separato di Venezia ("Venecie, platea Venetiarum") situato fuori dalle fortificazioni cittadine.  Sul territorio della Slovacchia, la presenza di Italiani si può contare anche a Kremnica e Smolník in quel periodo. Tra le importanti famiglie nobili ungheresi originarie dell'ambiente italiano ci sono la famiglia Druget della Salerno (i più grandi proprietari terrieri della Slovacchia orientale residenti in Humenné), famiglia Vent di Firenze (principali borghesi di Bratislava) e famiglia Bardi (una famiglia di banchieri di Firenze, secondo cui veniva chiamata moneta ungherese – denario argento – bardi). Tuttavia, l'elemento Italiano in Ungheria fu rapidamente soggetto ad assimilazione. Importanti famiglie di origine italiana in Slovacchia includono la famiglia Francisci, Botto, Lanfranconi o Dibarbora.  I costruttori italiani furono particolarmente importanti durante l'età moderna, che erano prevalentemente devoti all'architettura della fortezza, e dopo la fine della minaccia turca, costruirono edifici sacri o di altro tipo in tutta Ungheria.
Durante il censimento della popolazione in Ungheria del 1910, furono registrati abitanti di madrelingua italiana in 4 località nel territorio dell'odierna Slovacchia, di che in due località avevano una rappresentanza percentuale superiore all’1% (Vyšné Ružbachy a Bratislava-Devín). Si trattava di 213 abitanti di lingua italiana:
1. Žilina – 75 (0,82%) popolazione di lingua italiana
2. Bratislava – 65 (0,08%) popolazione di lingua italiana
3. Bratislava-Devín – 21 (1,02%) popolazione di lingua italiana
4. Vyšné Ružbachy –  52 (7,07%) popolazione di lingua italiana